# Blaymont
Blaymont é uma comuna francesa na região administrativa da Nova Aquitânia, no departamento Lot-et-Garonne. Estende-se por uma área de 13,56 km². Em 2010 a comuna tinha 215 habitantes (densidade: 15,9 hab./km²).